# Siergiej Korowin
Siergiej Aleksandrowicz Korowin, ros. Сергей Александрович Коровин (ur. 1884 w Charkowie, zm. 1946) – radziecki konstruktor broni strzeleckiej.
Konstruktor który opracował m.in. 6,35 mm pistolet TK. Skonstruował również pod koniec lat dwudziestych XX wieku 7,62 mm pistolet maszynowy, działający na zasadzie odrzutu zamka swobodnego z mechanizmem uderzeniowym kurkowym. Pistolet ten nie został wprowadzony do uzbrojenia Armii Czerwonej.